# Philip Heise
Pour les articles homonymes, voir Heise.
Philip Heise,  né le 20 juin 1991 à Düsseldorf, est un footballeur allemand. Il évolue au poste de défenseur latéral gauche au Karlsruher SC.

## Palmarès
- Champion d'Allemagne de troisième division en 2014 avec le FC Heidenheim